# Opsicarpium insignis
Opsicarpium es un género monotípico de plantas de la familia de las apiáceas. Su única especie: Opsicarpium insignis. Es originaria de Georgia. 

## Taxonomía
Opsicarpium insignis fue descrita por Mozaffarian y publicado en Bot. Zhurn. (Moscow & Leningrad) 88(2): 93 2003.